# Лоренс (округ, Джорджия)
Ло́ренс (англ. Laurens County) — округ штата Джорджия, США. Население округа на 2000 год составляло 44 874 человек. Административный центр округа — город Даблин.

## История
Округ Лоуренс основан в 1807 году.

## География
Округ занимает площадь 2105.7 км2.

## Демография
Согласно Бюро переписи населения США, в округе Лоуренс в 2000 году проживало 44 874 человек. Плотность населения составляла 21.3 человек на квадратный километр.